# Softball a 2020. évi nyári olimpiai játékokon
A 2020. évi nyári olimpiai játékokon a softballtornát július 21. és 27. között rendezték meg. A tornán 6 nemzet csapata vett részt.

## Selejtezők
| Esemény                                     | Dátum                              | Helyszín                     | Kvóta | Kvalifikált csapatok        |
| ------------------------------------------- | ---------------------------------- | ---------------------------- | ----- | --------------------------- |
| Rendező                                     | –                                  | –                            | 1     | Japán (JPN)                 |
| 2018-as softball-világbajnokság             | 2018. augusztus 2-12.              | Csiba Japán                  | 1     | Egyesült Államok (USA)      |
| Afrikai és Európa (Olimpiai selejtezőtorna) | 2019. július 23-27.                | Utrecht, Hollandia           | 1     | Olaszország (ITA)           |
| Amerika (Olimpiai selejtezőtorna)           | 2019. augusztus 25.- szeptember 1. | Surrey Brit Columbia, Kanada | 2     | Mexikó (MEX) · Kanada (CAN) |
| Ázsia és Óceánia (Olimpiai selejtezőtorna)  | 2019. szeptember 24-29.            | Sanghaj, Kína                | 1     | Ausztrália (AUS)            |
| Összesen                                    |                                    |                              | 6     |                             |

## Éremtáblázat
(A táblázatokban a rendező nemzet sportolói eltérő háttérszínnel, az egyes számoszlopok legmagasabb értéke vagy értékei vastagítással kiemelve.)
| A 2020. évi nyári olimpiai játékok éremtáblázata softballban | A 2020. évi nyári olimpiai játékok éremtáblázata softballban | A 2020. évi nyári olimpiai játékok éremtáblázata softballban | A 2020. évi nyári olimpiai játékok éremtáblázata softballban | A 2020. évi nyári olimpiai játékok éremtáblázata softballban | Olimpia  |
| ------------------------------------------------------------ | ------------------------------------------------------------ | ------------------------------------------------------------ | ------------------------------------------------------------ | ------------------------------------------------------------ | -------- |
|                                                              | Ország                                                       | Arany                                                        | Ezüst                                                        | Bronz                                                        | Összesen |
| 1.                                                           | Japán (JPN)                                                  | 1                                                            | 0                                                            | 0                                                            | 1        |
|                                                              |                                                              |                                                              |                                                              |                                                              |          |
| 2.                                                           | Egyesült Államok (USA)                                       | 0                                                            | 1                                                            | 0                                                            | 1        |
|                                                              |                                                              |                                                              |                                                              |                                                              |          |
| 3.                                                           | Kanada (CAN)                                                 | 0                                                            | 0                                                            | 1                                                            | 1        |
|                                                              |                                                              |                                                              |                                                              |                                                              |          |
| Összesen                                                     | Összesen                                                     | 1                                                            | 1                                                            | 1                                                            | 3        |

## Érmesek
| A 2020. évi nyári olimpiai játékok érmesei softballban | A 2020. évi nyári olimpiai játékok érmesei softballban | A 2020. évi nyári olimpiai játékok érmesei softballban | A 2020. évi nyári olimpiai játékok érmesei softballban |
| --- | --- | --- | ------------------------------------------------------ |
| Arany | Ezüst | Bronz |                                                        |
| Japán (JPN) | Egyesült Államok (USA) | Kanada (CAN) |                                                        |
| Agacuma Haruka Acumi Mana Fudzsita Jamato Goto Miu Harada Nodoka Icsigucsi Júka Kavabata Hitomi Kijohara Naju Mine Jukijo Mori Szajaka Naito Minori Ueno Jukiko Jamazaki Szaki Jamada Eri Jamamoto Jú | Ali Aguilar Monica Abbott Valerie Arioto Ally Carda Amanda Chidester Rachel Garcia Haylie McCleney Michelle Moultrie Dejah Mulipola Aubree Munro Bubba Nickles Cat Osterman Janie Reed Delaney Spaulding Kelsey Stewart | Jenna Caira Emma Entzminger Larissa Franklin Jennifer Gilbert Sara Groenewegen Kelsey Harshman Victoria Hayward Danielle Lawrie Janet Leung Joey Lye Erika Polidori Kaleigh Rafter Lauren Regula Jennifer Salling Natalie Wideman |                                                        |

## Csoportkör
| Színmagyarázat                                                          |
| ----------------------------------------------------------------------- |
| A csoport első két helyezettje bejutott a döntőbe.                      |
| A csoport harmadik és negyedik helyezettjei a bronzéremért játszhattak. |

| Hely. | Csapat                 | M | Gy | V | F+ | F– | Fk  |
| ----- | ---------------------- | - | -- | - | -- | -- | --- |
| 1.    | Egyesült Államok (USA) | 5 | 5  | 0 | 9  | 2  | +7  |
| 2.    | Japán (JPN)            | 5 | 4  | 1 | 18 | 5  | +13 |
| 3.    | Kanada (CAN)           | 5 | 3  | 2 | 19 | 4  | +15 |
| 4.    | Mexikó (MEX)           | 5 | 2  | 3 | 11 | 10 | +1  |
| 5.    | Ausztrália (AUS)       | 5 | 1  | 4 | 5  | 21 | −16 |
| 6.    | Olaszország (ITA)      | 5 | 0  | 5 | 1  | 21 | −20 |

Az időpontok helyi idő szerint, zárójelben magyar idő szerint olvashatók.

### 1. forduló
* július 21., 9:00 (2:00)
| Csapat           | 1 | 2 | 3 | 4 | 5 | 6 | 7 | F | T | H |
| ---------------- | - | - | - | - | - | - | - | - | - | - |
| Ausztrália (AUS) | 1 | 0 | 0 | 0 | 0 | X | X | 1 | 2 | 2 |
| Japán (JPN)      | 1 | 0 | 2 | 3 | 2 | X | X | 8 | 6 | 0 |

* július 21., 12:00 (5:00)
| Csapat                 | 1 | 2 | 3 | 4 | 5 | 6 | 7 | F | T | H |
| ---------------------- | - | - | - | - | - | - | - | - | - | - |
| Olaszország (ITA)      | 0 | 0 | 0 | 0 | 0 | 0 | 0 | 0 | 1 | 2 |
| Egyesült Államok (USA) | 0 | 0 | 0 | 1 | 1 | 0 | X | 2 | 5 | 0 |

* július 21., 15:00 (8:00)
| Csapat       | 1 | 2 | 3 | 4 | 5 | 6 | 7 | F | T | H |
| ------------ | - | - | - | - | - | - | - | - | - | - |
| Mexikó (MEX) | 0 | 0 | 0 | 0 | 0 | 0 | 0 | 0 | 2 | 0 |
| Kanada (CAN) | 2 | 0 | 1 | 1 | 0 | 0 | X | 4 | 9 | 0 |

### 2. forduló
* július 22., 9:00 (2:00)
| Csapat                 | 1 | 2 | 3 | 4 | 5 | 6 | 7 | F | T | H |
| ---------------------- | - | - | - | - | - | - | - | - | - | - |
| Egyesült Államok (USA) | 0 | 0 | 0 | 0 | 1 | 0 | 0 | 1 | 7 | 1 |
| Kanada (CAN)           | 0 | 0 | 0 | 0 | 0 | 0 | 0 | 0 | 1 | 1 |

* július 22., 12:00 (5:00)
| Csapat       | 1 | 2 | 3 | 4 | 5 | 6 | 7 | 8 | F | T | H |
| ------------ | - | - | - | - | - | - | - | - | - | - | - |
| Mexikó (MEX) | 0 | 0 | 0 | 0 | 1 | 0 | 1 | 0 | 2 | 6 | 0 |
| Japán (JPN)  | 0 | 1 | 0 | 0 | 1 | 0 | 0 | 1 | 3 | 5 | 0 |

* július 22., 15:00 (8:00)
| Csapat            | 1 | 2 | 3 | 4 | 5 | 6 | 7 | F | T | H |
| ----------------- | - | - | - | - | - | - | - | - | - | - |
| Olaszország (ITA) | 0 | 0 | 0 | 0 | 0 | 0 | 0 | 0 | 4 | 0 |
| Ausztrália (AUS)  | 0 | 1 | 0 | 0 | 0 | 0 | X | 1 | 4 | 0 |

### 3. forduló
* július 24., 10:00 (3:00)
| Csapat           | 1 | 2 | 3 | 4 | 5 | 6 | 7 | F | T | H |
| ---------------- | - | - | - | - | - | - | - | - | - | - |
| Ausztrália (AUS) | 1 | 0 | 0 | 0 | 0 | 0 | 0 | 1 | 6 | 2 |
| Kanada (CAN)     | 3 | 3 | 0 | 1 | 0 | 0 | X | 7 | 8 | 0 |

* július 24., 14:30 (7:30)
| Csapat                 | 1 | 2 | 3 | 4 | 5 | 6 | 7 | F | T | H |
| ---------------------- | - | - | - | - | - | - | - | - | - | - |
| Egyesült Államok (USA) | 0 | 0 | 2 | 0 | 0 | 0 | 0 | 2 | 6 | 1 |
| Mexikó (MEX)           | 0 | 0 | 0 | 0 | 0 | 0 | 0 | 0 | 1 | 3 |

* július 24., 20:00 (13:00)
| Csapat            | 1 | 2 | 3 | 4 | 5 | 6 | 7 | F | T | H |
| ----------------- | - | - | - | - | - | - | - | - | - | - |
| Japán (JPN)       | 0 | 0 | 0 | 2 | 0 | 3 | 0 | 5 | 6 | 0 |
| Olaszország (ITA) | 0 | 0 | 0 | 0 | 0 | 0 | 0 | 0 | 3 | 0 |

### 4. forduló
* július 25., 10:00 (3:00)
| Csapat                 | 1 | 2 | 3 | 4 | 5 | 6 | 7 | 8 | F | T | H |
| ---------------------- | - | - | - | - | - | - | - | - | - | - | - |
| Ausztrália (AUS)       | 0 | 0 | 0 | 0 | 0 | 0 | 0 | 1 | 1 | 3 | 0 |
| Egyesült Államok (USA) | 0 | 0 | 0 | 0 | 0 | 0 | 0 | 2 | 2 | 5 | 0 |

* július 25., 14:30 (7:30)
| Csapat       | 1 | 2 | 3 | 4 | 5 | 6 | 7 | 8 | F | T | H |
| ------------ | - | - | - | - | - | - | - | - | - | - | - |
| Kanada (CAN) | 0 | 0 | 0 | 0 | 0 | 0 | 0 | 0 | 0 | 4 | 1 |
| Japán (JPN)  | 0 | 0 | 0 | 0 | 0 | 0 | 0 | 1 | 1 | 6 | 0 |

* július 25., 20:00 (13:00)
| Csapat            | 1 | 2 | 3 | 4 | 5 | 6 | 7 | F | T | H |
| ----------------- | - | - | - | - | - | - | - | - | - | - |
| Olaszország (ITA) | 0 | 0 | 0 | 0 | 0 | 0 | 0 | 0 | 1 | 0 |
| Mexikó (MEX)      | 0 | 1 | 1 | 0 | 3 | 0 | X | 5 | 9 | 0 |

### 5. forduló
* július 26., 10:00 (3:00)
| Csapat                 | 1 | 2 | 3 | 4 | 5 | 6 | 7 | F | T | H |
| ---------------------- | - | - | - | - | - | - | - | - | - | - |
| Japán (JPN)            | 1 | 0 | 0 | 0 | 0 | 0 | 0 | 1 | 4 | 0 |
| Egyesült Államok (USA) | 0 | 0 | 0 | 0 | 0 | 1 | 1 | 2 | 4 | 1 |

* július 26., 14:30 (7:30)
| Csapat            | 1 | 2 | 3 | 4 | 5 | 6 | 7 | F | T | H |
| ----------------- | - | - | - | - | - | - | - | - | - | - |
| Kanada (CAN)      | 0 | 1 | 1 | 0 | 3 | 3 | X | 8 | 7 | 1 |
| Olaszország (ITA) | 0 | 0 | 1 | 0 | 0 | 0 | X | 1 | 4 | 2 |

* július 26., 20:00 (13:00)
| Csapat           | 1 | 2 | 3 | 4 | 5 | 6 | 7 | F | T  | H |
| ---------------- | - | - | - | - | - | - | - | - | -- | - |
| Mexikó (MEX)     | 0 | 2 | 0 | 2 | 0 | 0 | 0 | 4 | 11 | 0 |
| Ausztrália (AUS) | 0 | 0 | 0 | 0 | 0 | 1 | 0 | 1 | 5  | 0 |

## Döntők

### Bronzmérkőzés
* július 27., 13:00 (6:00)
| Csapat       | 1 | 2 | 3 | 4 | 5 | 6 | 7 | F | T | H |
| ------------ | - | - | - | - | - | - | - | - | - | - |
| Mexikó (MEX) | 0 | 0 | 1 | 0 | 1 | 0 | 0 | 2 | 7 | 1 |
| Kanada (CAN) | 0 | 2 | 0 | 0 | 1 | 0 | X | 3 | 6 | 0 |

### Döntő
* július 27., 20:00 (13:00)
| Csapat                 | 1 | 2 | 3 | 4 | 5 | 6 | 7 | F | T | H |
| ---------------------- | - | - | - | - | - | - | - | - | - | - |
| Japán (JPN)            | 0 | 0 | 0 | 1 | 1 | 0 | 0 | 2 | 8 | 0 |
| Egyesült Államok (USA) | 0 | 0 | 0 | 0 | 0 | 0 | 0 | 0 | 3 | 0 |

| A 2020. évi nyári olimpiai játékok softballtornájának olimpiai bajnoka |
| · JAPÁN · 2. cím                                                       |
| ---------------------------------------------------------------------- |